# Munster (Nedersaksen)
Munster (Örtze) is een plaats in de Duitse deelstaat Nedersaksen, gelegen in het Landkreis Heidekreis. De stad telt 15.134 inwoners. Naburige steden zijn onder andere Bad Fallingbostel, Bispingen en Bomlitz.
Ten oosten van Munster ligt Wriedel, het meest westelijke dorp van de Samtgemeinde Bevensen-Ebstorf.
De meerderheid van de christenen in Munster is evangelisch-luthers.

## Indeling van de gemeente
De gemeente bestaat uit het stadje Munster zelf en uit 6 Stadtteile, dorpen die tot 1971/1972 zelfstandige gemeentes waren. Dit zijn:
Alvern, Breloh, Ilster, Oerrel, Töpingen en Trauen.
Breloh ligt direct ten noorden van Munster en is grotendeels ingenomen door militaire gebouwen.

## Ligging, verkeer, vervoer
- Munster ligt bij de Lüneburger Heide, tussen Soltau (16 km westwaarts) en Uelzen (40 km oostwaarts), aan de Bundesstraße 71 tussen die beide steden. Afrit 44 (Soltau-Ost) van de Autobahn A7, op circa 10 km afstand ten westen van Munster, is de dichtstbijzijnde autosnelwegaansluiting.
- Aan de Spoorlijn Uelzen - Langwedel heeft Munster een station, waar alleen stoptreinen stoppen. Totdat de militaire dienstplicht in Duitsland in 2011 werd opgeschort, stopten hier ook intercity-treinen; enkele daarvan stopten echter op een speciaal stationnetje aan de rand van het kazerneterrein.

## Economie
Verreweg de belangrijkste pijler van de lokale economie is uiteraard de aanwezigheid van de militairen. Munster herbergt op een bedrijventerrein bij de spoorlijn nog enige van meer dan regionaal belang zijnde bedrijven, die bouwmaterialen maken en verhandelen. Daarnaast is er het voor een stadje van deze omvang gebruikelijke midden- en kleinbedrijf.
Ten oosten van het plaatsje Trauen, dat ten zuiden van Munster ligt, is een testcentrum gevestigd van DLR voor de beproeving van raketmotoren, onder andere Ariane-ruimteraketten. Het testcentrum ligt echter binnen de gemeentegrenzen van de zuidelijke buurgemeente Faßberg.

## Defensie

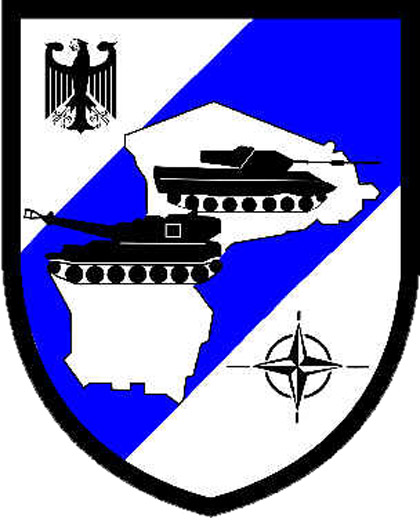
Wapen van de beide Truppenübungsplätze
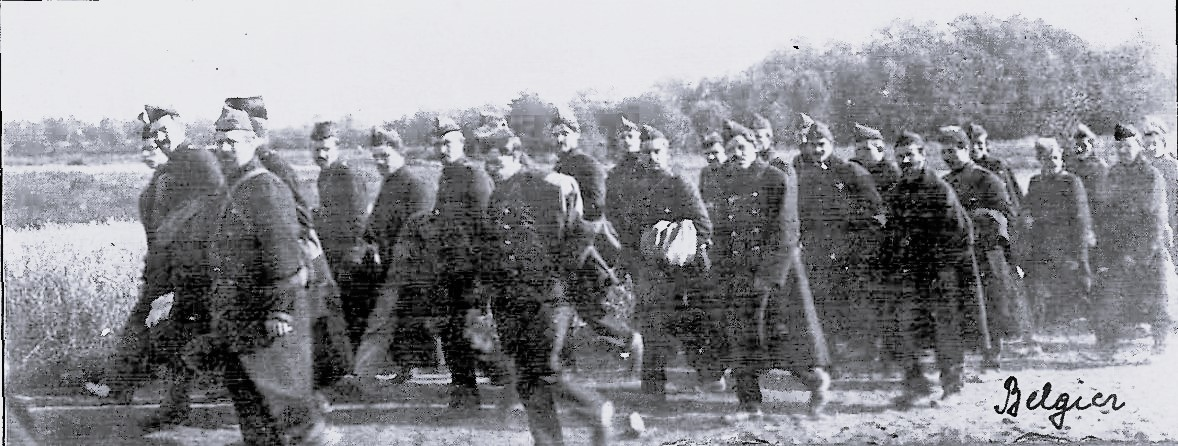
Belgische krijgsgevangenen te Munster (WO I)
TrpÜbPl Munster Süd, schietbaan nr. 20
TrpÜbPl Munster Nord, panorama vanaf schietbaan nr. 3
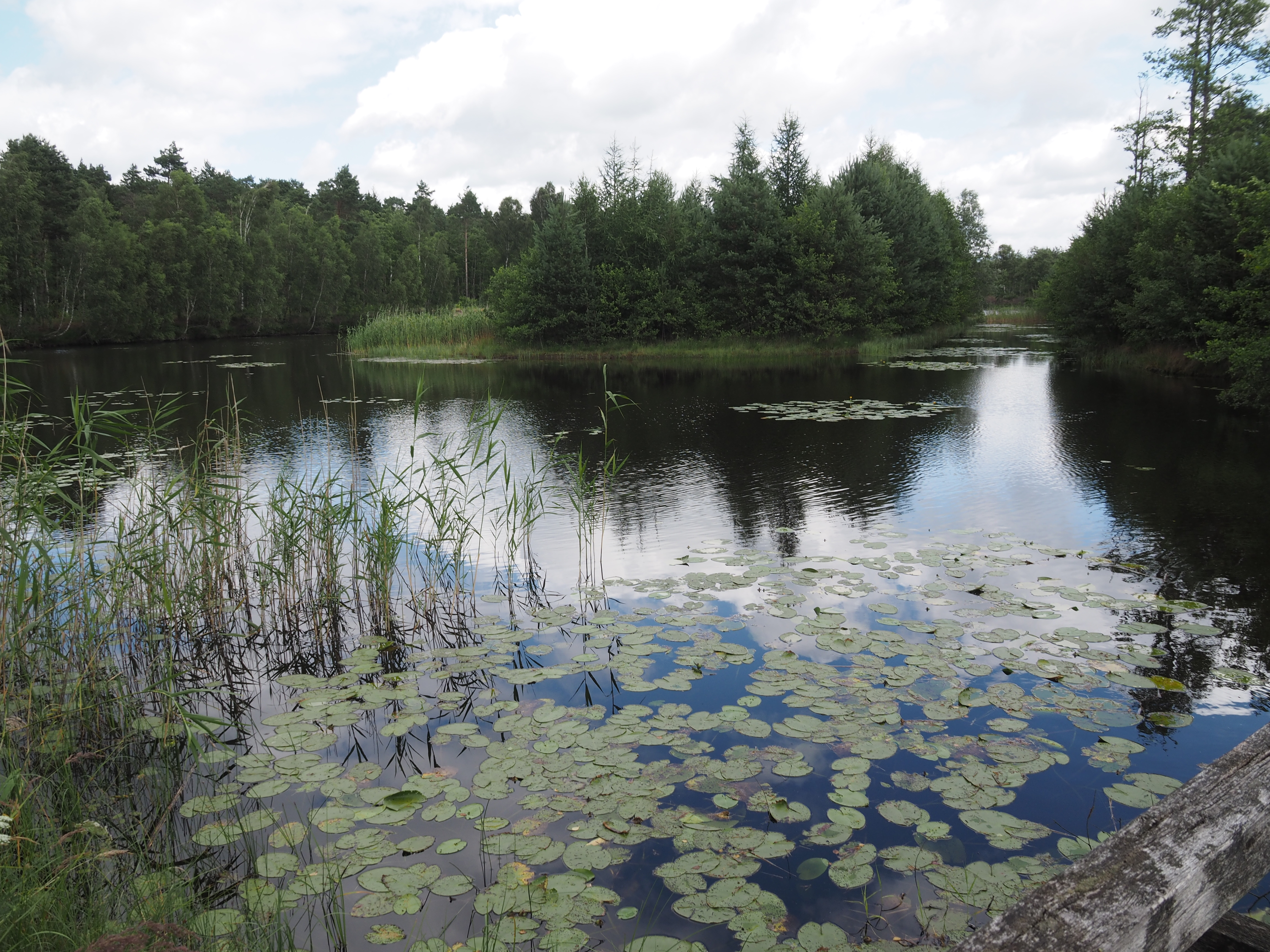
TrpÜbPl Munster Nord, Örtze-bron in de Munosee
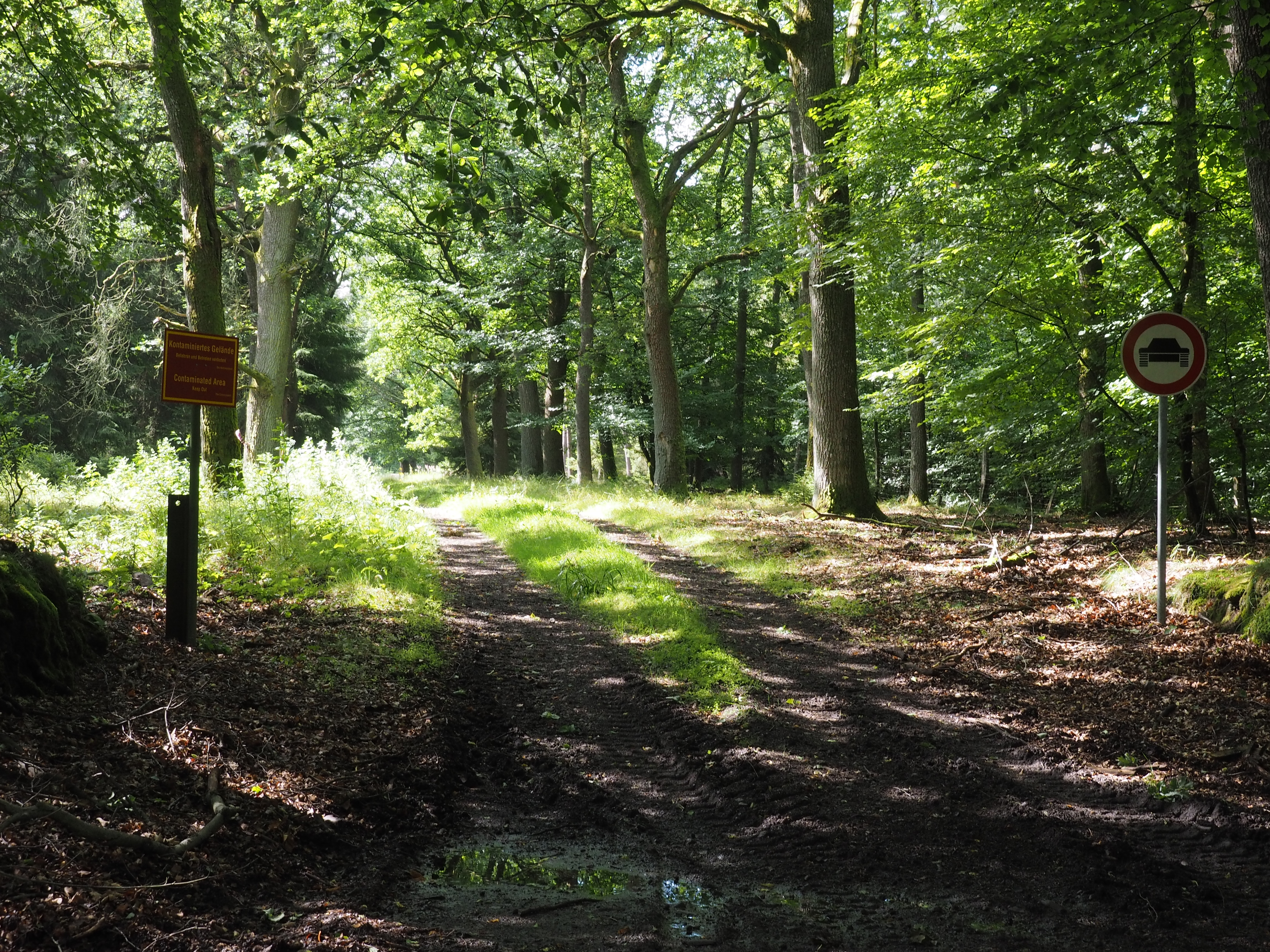
TrpÜbPl Munster Nord, het Raubkammerbos
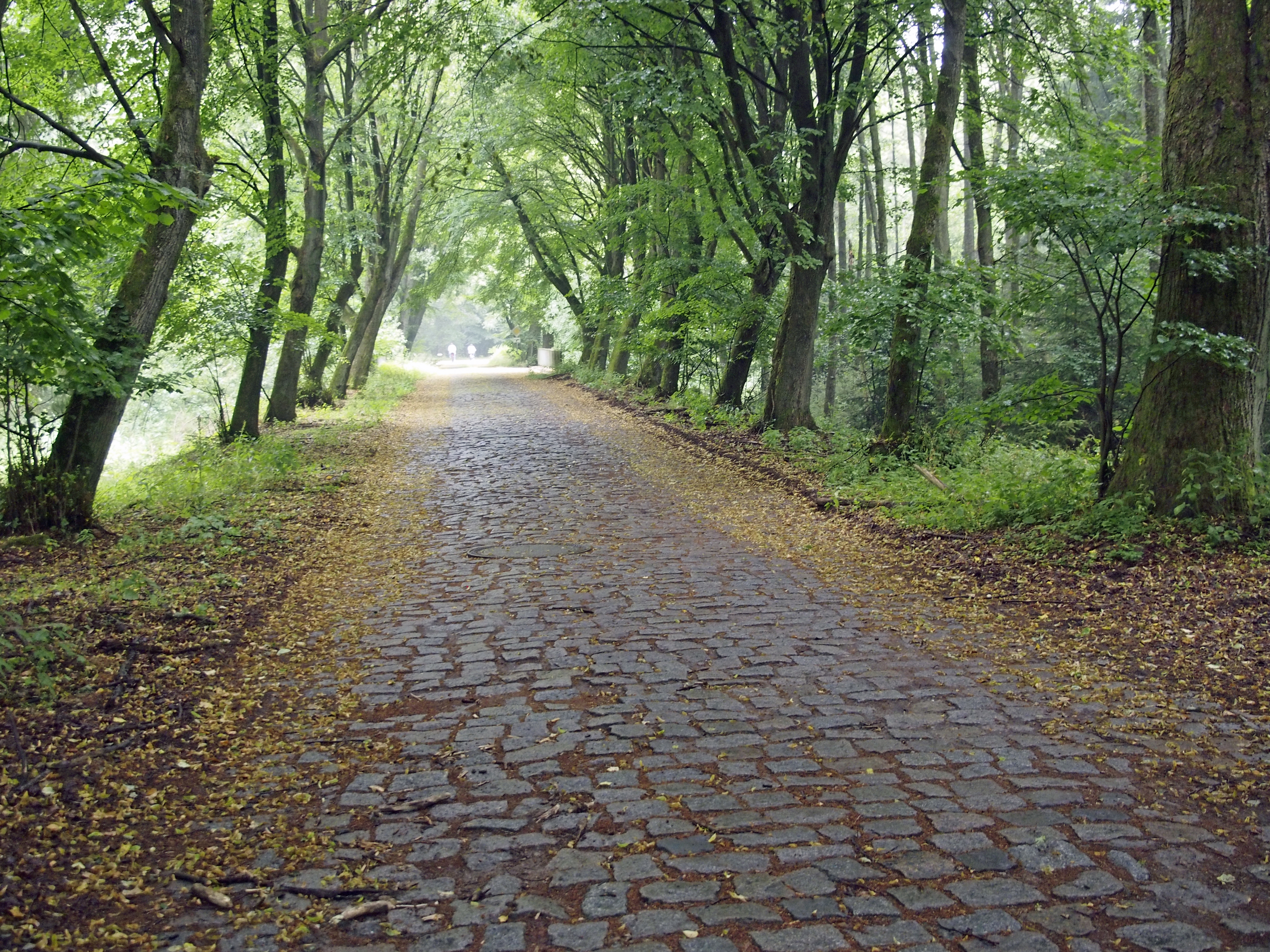
Voormalige dorpsstraat van Sültingen
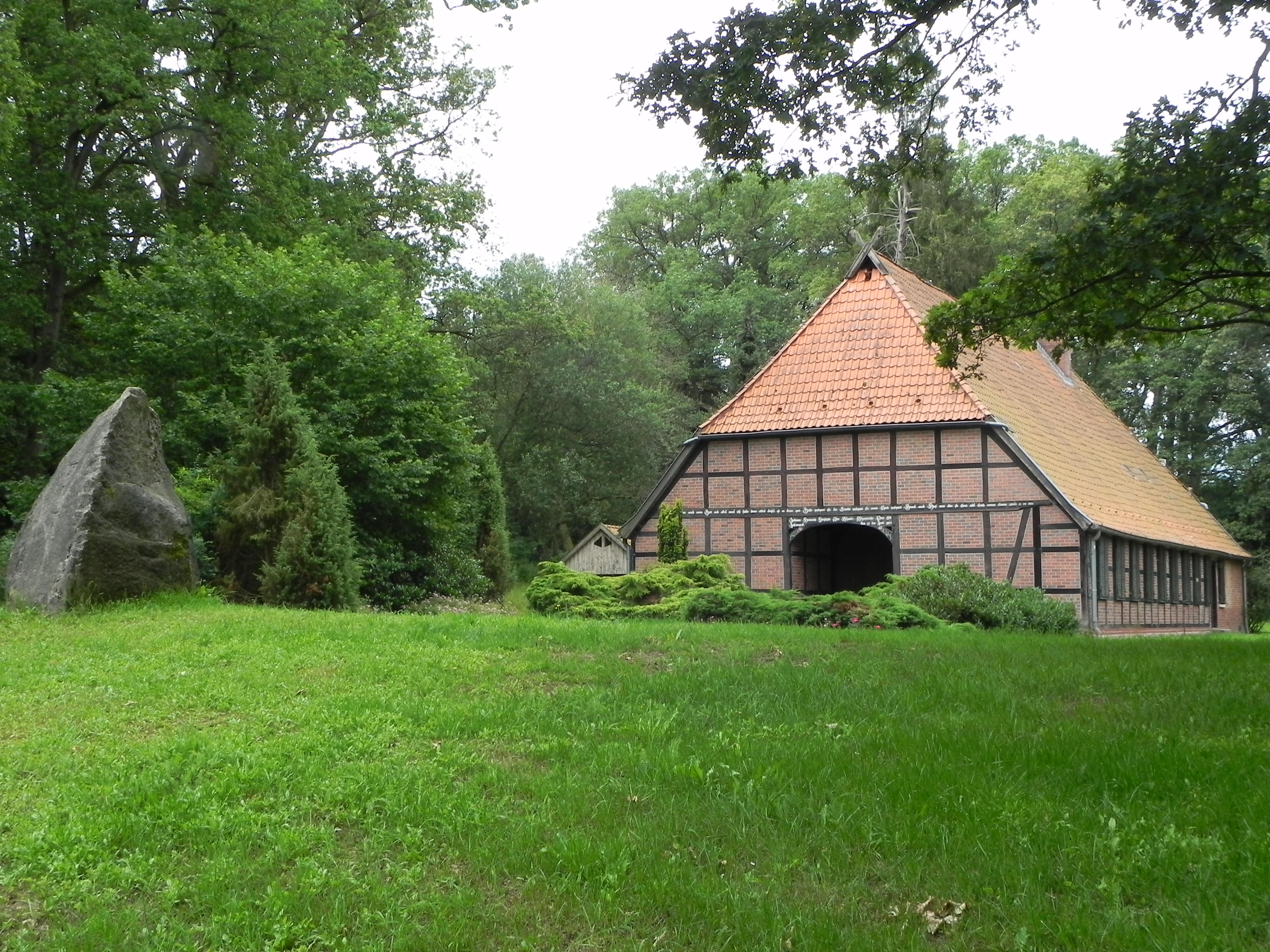
Boerderij in het in de jaren 1980 ontruimde dorpje Lopau
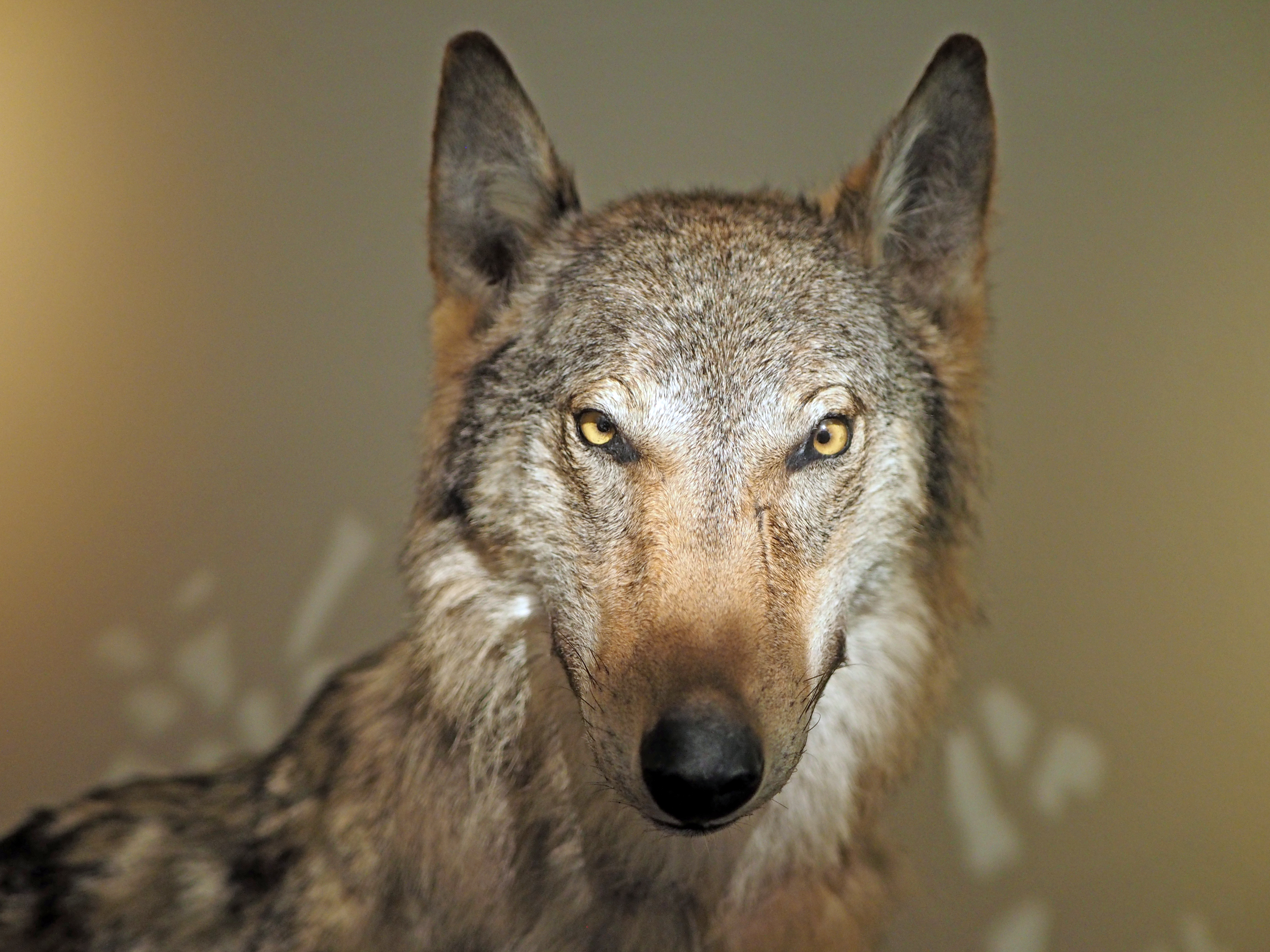
Kurti, de in 2016 op de TrpÜbPl Munster afgeschoten wolf.
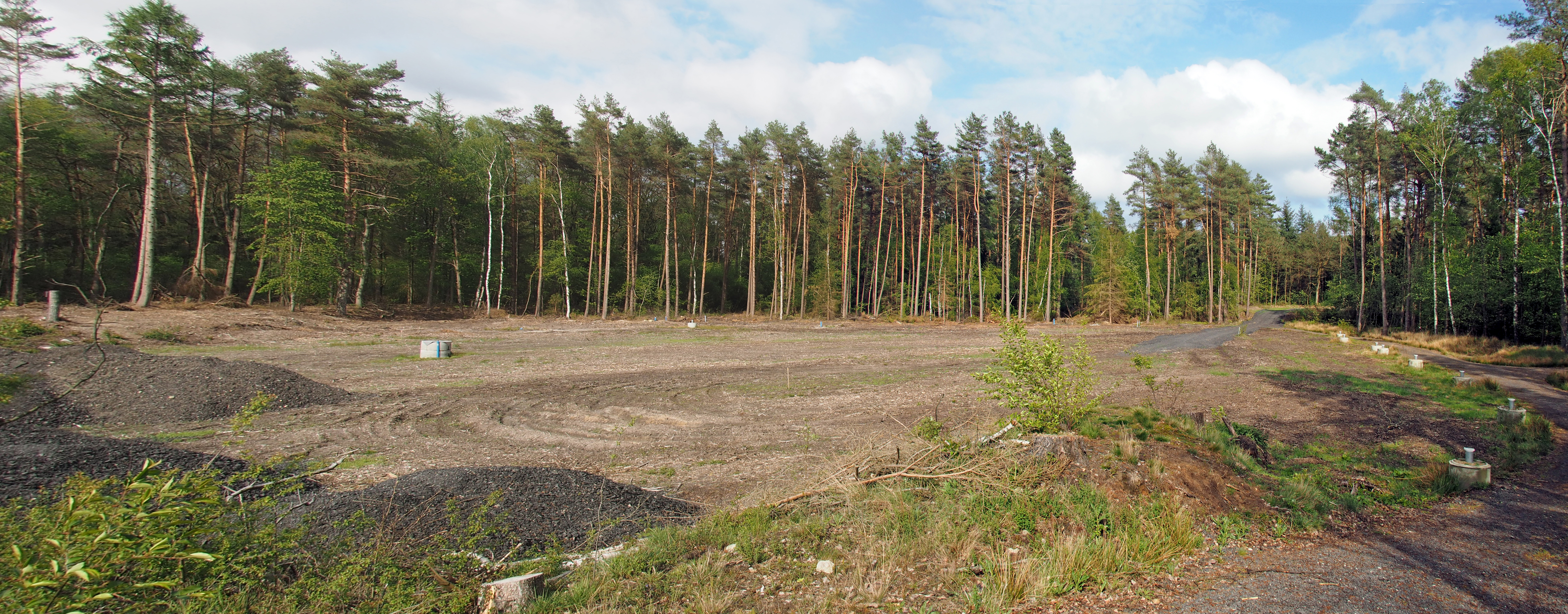
Munitiedepot Dethlinger Teich
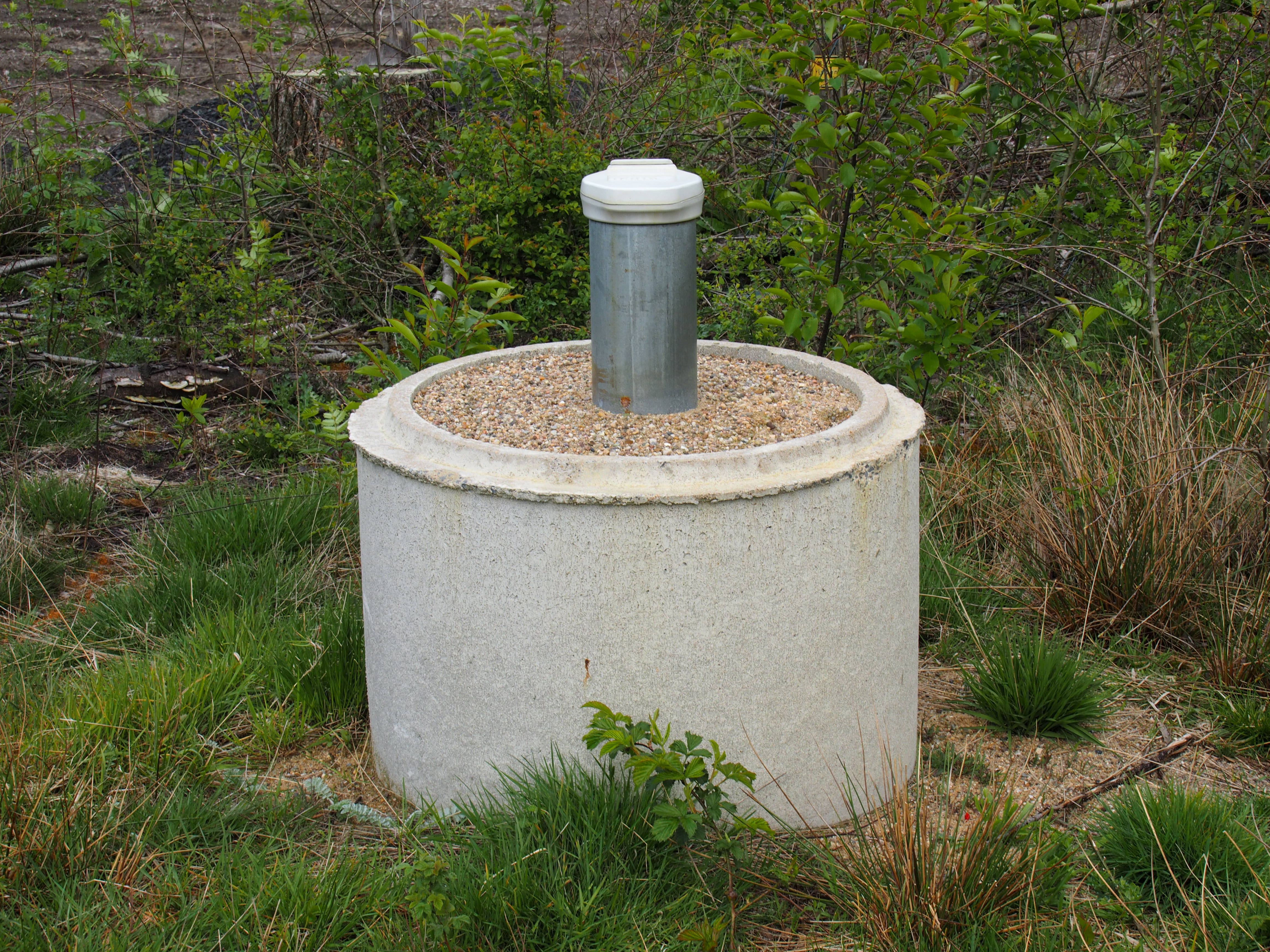
Dethlinger Teich, grondwater-meetinstallatie

Het stadje, dat lange tijd Munster-Lager (Munster-Legerkamp) heette, ligt te midden van talrijke militaire oefenterreinen, waar in NAVO-verband o.a. met tanks geoefend wordt. Dit heeft veel invloed op de lokale economie, enerzijds werkgelegenheid door de aanwezigheid der militairen, anderzijds is stadsuitbreiding nauwelijks mogelijk.
De oefenterreinen worden gegroepeerd in twee gebieden: Truppenübungsplatz Munster-Nord (102 km2) en Truppenübungsplatz Munster-Süd (74 km2). Samen zijn deze -gemeten naar het aantal hier gestationeerde militairen- sinds 1952 de op drie na belangrijkste legerplaats van de Bundeswehr in geheel Duitsland. Voor het Deutsche Heer, de landmacht, onderdeel van de Bundeswehr, is Munster zelfs de belangrijkste legerplaats in Duitsland.
Met de aanleg van militaire oefenterreinen hier werd in 1892 door Pruisen, dat toen deel uitmaakte van het Duitse Keizerrijk, begonnen. In de loop der tijd zijn enkele kleine dorpen aan de militaire activiteit opgeofferd; enkele schilderachtige of historisch belangrijke objecten in deze voormalige dorpen werden zo mogelijk gespaard. Dit geldt ook voor enige ecologisch waardevolle natuurterreinen, waaronder het meertje Munosee, waar het riviertje de Örtze ontspringt.
Zowel in de Eerste als de Tweede Wereldoorlog hield Duitsland op of nabij de oefenterreinen buitenlandse krijgsgevangenen vast. Vaak moesten dezen onder slechte omstandigheden dwangarbeid verrichten. Munster en Breloh waren in 1945 en 1946 de locaties, waar de geallieerden 1,7 miljoen Duitse krijgsgevangenen uit de Tweede Wereldoorlog naar toe brachten om hen daarna vrij te laten.
In 2014 werd het oefenterrein internationaal bekend, doordat er wolven waren gesignaleerd. Eén wolfsreu moest, omdat hij te veel door mensen werd gevoederd, en brutaal was geworden, en voor de mensen een potentieel gevaar vormde, in 2016 afgeschoten worden. Het na zijn dood opgezette dier bevindt zich in een museumcollectie te Hannover.

### Strijdgassen
In het 10 km2 grote Raubkammerbos binnen het noordelijke oefenterreingebied werd in 1915 bijna 2/3 van dit terrein als gebied voor de productie en het testen van, en het oefenen met strijdgassen ingericht. Dit gebied kreeg de naam „Gasplatz Breloh“. Tot het eind van de Eerste Wereldoorlog werden hier in drie fabrieken strijdgassen zoals fosgeen, trichloornitromethaan en mosterdgas gemaakt. In 1918 werkten hier enige tijd lang zesduizend mensen ( inclusief dwangarbeiders).
Na de Vrede van Versailles moest al dit materiaal vernietigd worden. De bedoeling was, alles in zee te dumpen. Op 24 oktober 1919 kwam het bij voorbereidingen hiertoe tot een rampzalig ongeluk. Een trein met munitie ontplofte en er ontstond een kettingreactie van andere munitie-ontploffingen, waarbij ook gasgranaten werden weggeslingerd en, soms op kilometers afstand van de oorspronkelijke rampplek, explodeerden. Men schat, dat meer dan 2 miljoen stuks munitie daarbij zijn ontploft. Bijna alle gebouwen op het terrein werden weggevaagd. Gifgaswolken vervuilden dorpen in de omgeving, dwongen bewoners ervan om te vluchten, en leidden maanden nadien nog tot sterfgevallen. Het totaal aantal doden ten gevolge van deze ramp is nooit vastgesteld, maar het kunnen er vele honderden of zelfs enkele duizenden geweest zijn. Daarna werd het gehele terrein in een straal van 3 km rond de rampplek door speciale arbeidskrachten gesaneerd; naar moderne maatstaven, op zeer ondeskundige wijze. Pas in 1925 was de gehele Gasplatz ontruimd.
In 1935, Adolf Hitler was intussen Führer van het Derde Rijk, werd de strijdgasproductie hervat. Nu werden er ook modernere gassen zoals sarin geproduceerd en getest. De goed tegen luchtaanvallen gecamoufleerde en deels ondergrondse ruimtes bleven tot het eind van de Tweede Wereldoorlog in gebruik.
In april 1945 namen de Britten de terreinen over. De strijdgasfabrieken en andere bunkers werden opgeblazen, wat later echter de nodige milieuvervuiling tot gevolg bleek te hebben. Wegens de gevaren van vervuiling en nog onontplofte munitie is het terrein, ook voor de meeste militairen, niet toegankelijk.
Een gedeelte van het gebied wordt sinds december 1982 ingenomen door een overheidsinstelling met de juridische rechtsvorm van een GmbH (besloten vennootschap naar Duits recht), die in een speciale installatie giftige strijdgassen en andere chemische wapens onschadelijk kan maken en dit onder internationaal toezicht doet.

### DeDethlinger Teich
De locatie Dethlinger Teich is een van de sterkst en gevaarlijkst vervuilde terreinen van geheel Duitsland. Ze ligt 3 km ten zuidoosten van Munster en één km ten noordoosten van het bij Munster behorende dorp Dethlingen. Tot 1926 was hier een kiezelgoer groeve (dagbouw) met een grote vijver (Teich), die was ontstaan door het met regen- en grondwater vollopen van de groeve.
In 1935 werd hier door de Wehrmacht een Muna, een munitiedepot en -distributiecentrum ingericht. Zoals in iedere Muna werden hier de granaten e.d. als lege hulzen naar toe gebracht en gevuld met de juiste springstoffen; deze laatste productiefase van munitie heet in de Duitse taal Laborierung. Deze arbeid werd veelal door (slecht behandelde en uitgeruste) dwangarbeiders en krijgsgevangenen verricht. Vanaf 1942 werden er in de Muna chemische wapens gefabriceerd; het afvalwater hiervan, dat met gevaarlijke en giftige stoffen vervuild was, werd in de vijver gedumpt. Een beruchte chemische stof, die in de vijver is terechtgekomen is Clark I (difenylarsinchloride, C12H10AsCl), alsmede Clark 2 (difenylarsincyanide, C12H10AsCN) . Dit zijn in de Eerste Wereldoorlog korte tijd gebruikte strijdgassen. Aan het eind van de Tweede Wereldoorlog, in april 1945, werd het gebied door de British Army of the Rhine overgenomen. De meeste munitie uit de voorraden van de Wehrmacht werd door de geallieerden vernietigd, door deze in de Noord- en Oostzee, o.a. in het Skagerrak, te dumpen (Operation Davy Jones' Locker, vrij vertaald: Operatie Naar de Kelder, 1946-1948). Tot 1952 werden hier nog overbodige munitie en grondstoffen of afvalproducten van de munitiefabricage gedumpt. Een probleem was, dat de (arme) plaatselijke bevolking onder zeer gevaarlijke omstandigheden in de vijver dook en viste, om er non-ferrometalen te verkrijgen. Men kon deze voor goede prijzen als schroot verkopen. De Britten maakten aan deze praktijk een einde, door de vijver dicht te storten met puin van de gesloopte gebouwen van de Muna en met zand. Een relatief nieuw probleem is, dat in het verleden gedumpte granaten vanaf rond 2010 zijn gaan roesten, en dat mogelijk gevaarlijke inhoud hiervan in het milieu vrijkomt. In 2014 kon na veel juridisch getouwtrek, met name over wie de kosten zou gaan betalen, eindelijk met de bodemsanering van de Dethlinger Teich worden begonnen. Deze is medio 2022 nog gaande. In verband met de bodemsanering is een doorgaande weg in de nabijheid met enige regelmaat voor alle verkeer gesloten.

## Geschiedenis
Munster is in de 13e eeuw als dorp rond de huidige Urbanuskerk ontstaan. In de late 19e eeuw was het nog een vrij onbelangrijk boerendorp, totdat de militaire activiteiten begonnen ( zie boven). In 1519 werd de plaats tijdens de Hildesheimse Stiftsoorlog door brandstichting geheel verwoest. De daders hiervan waren soldaten van het Vorstendom Brunswijk-Wolfenbüttel. In 1527 werd de gehele streek na de Reformatie luthers, wat tot op heden de overwegende kerkelijke gezindte is. In 1873 kreeg het dorp een station, en in 1893 werd er de eerste kazerne geopend. Van 1907-1975 werd te Breloh kiezelgoer gedolven. Het laatste stuk van de gesloten groeve werd, na met water te zijn volgelopen, de recreatieplas Flüggenhofsee.
In 1967 gaf de deelstaatregering van Nedersaksen aan Munster toestemming, zich stad te noemen.

## Bezienswaardigheden en evenementen
- Deutsches Panzermuseum, museum over tanks (militaire voertuigen), ten oosten van het centrum.
- De 13e-eeuwse St. Urbanuskerk (evang.-luthers) te Munster
- St. Martin-Schafstall-Kirche, kleine evangelisch-lutherse kerk, ingericht in een verbouwde schaapskooi, met talrijke verwijzingen naar Psalm 23 "De Heer is mijn Herder".
- Driejaarlijkse tentoonstelling Glasplastik und Garten (voor het laatst georganiseerd in 2022); zie externe link.
- Streekmuseum in de oude boerderij Ollershof; daar dichtbij staat de in 1987 gerestaureerde en weer maalvaardig gemaakte watermolen op de Örtze (tijdens maaldemonstraties te bezichtigen).
- Recreatieplas Flüggenhofsee achter het station.
- In juli, als er bijna geen schietoefeningen plaatsvinden, worden routes binnen de militaire oefenterreinen opengesteld voor deelnemers aan speciaal uitgezette fietstochten (Volksradfahren) van 20–110 km lengte.
- Enkele malen per jaar kan men mee met een georganiseerde busexcursie over de militaire oefenterreinen onder leiding van een deskundige gids.

## Afbeeldingen

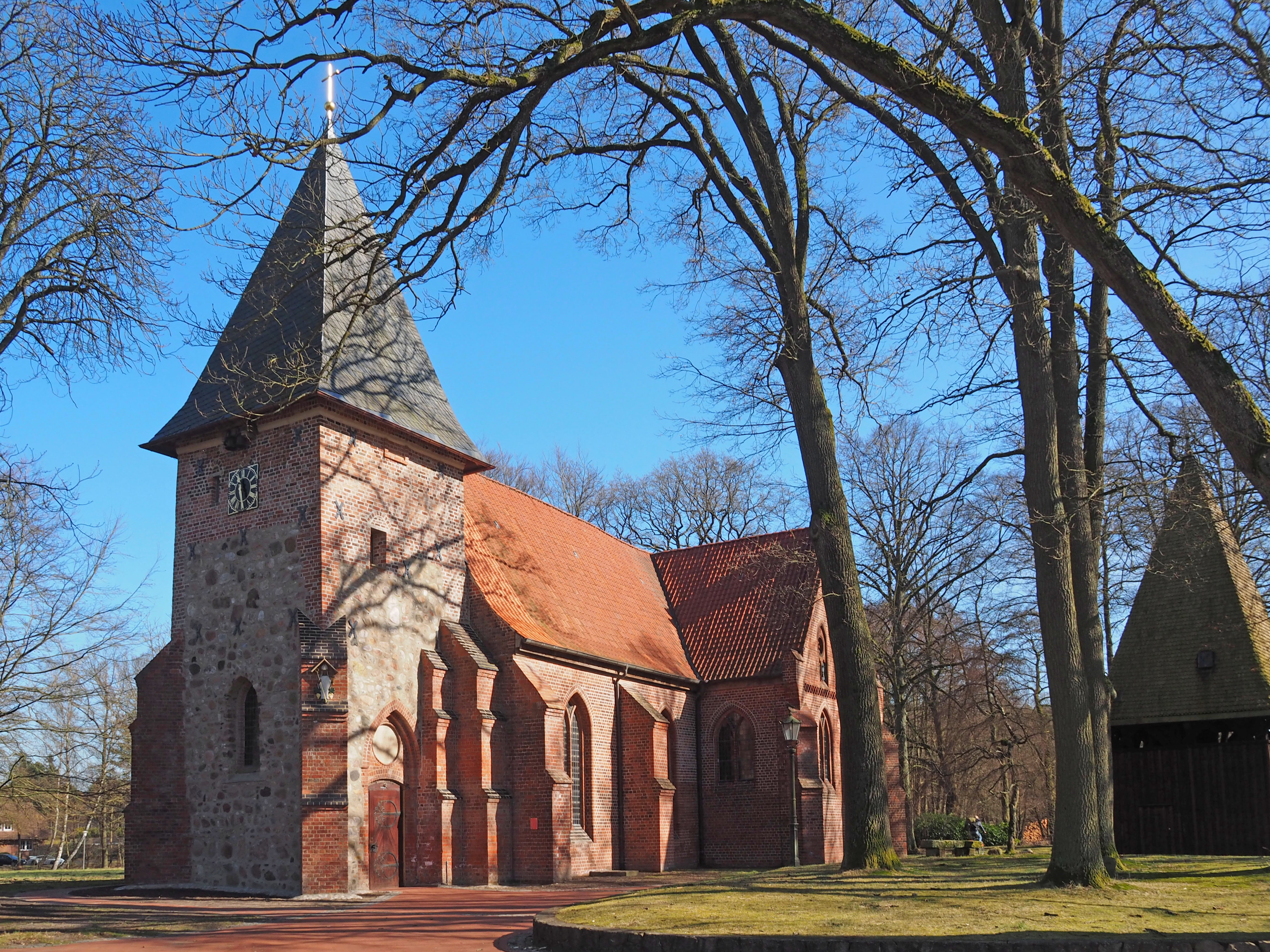
Evang.-lutherse St. Urbanuskerk, Munster
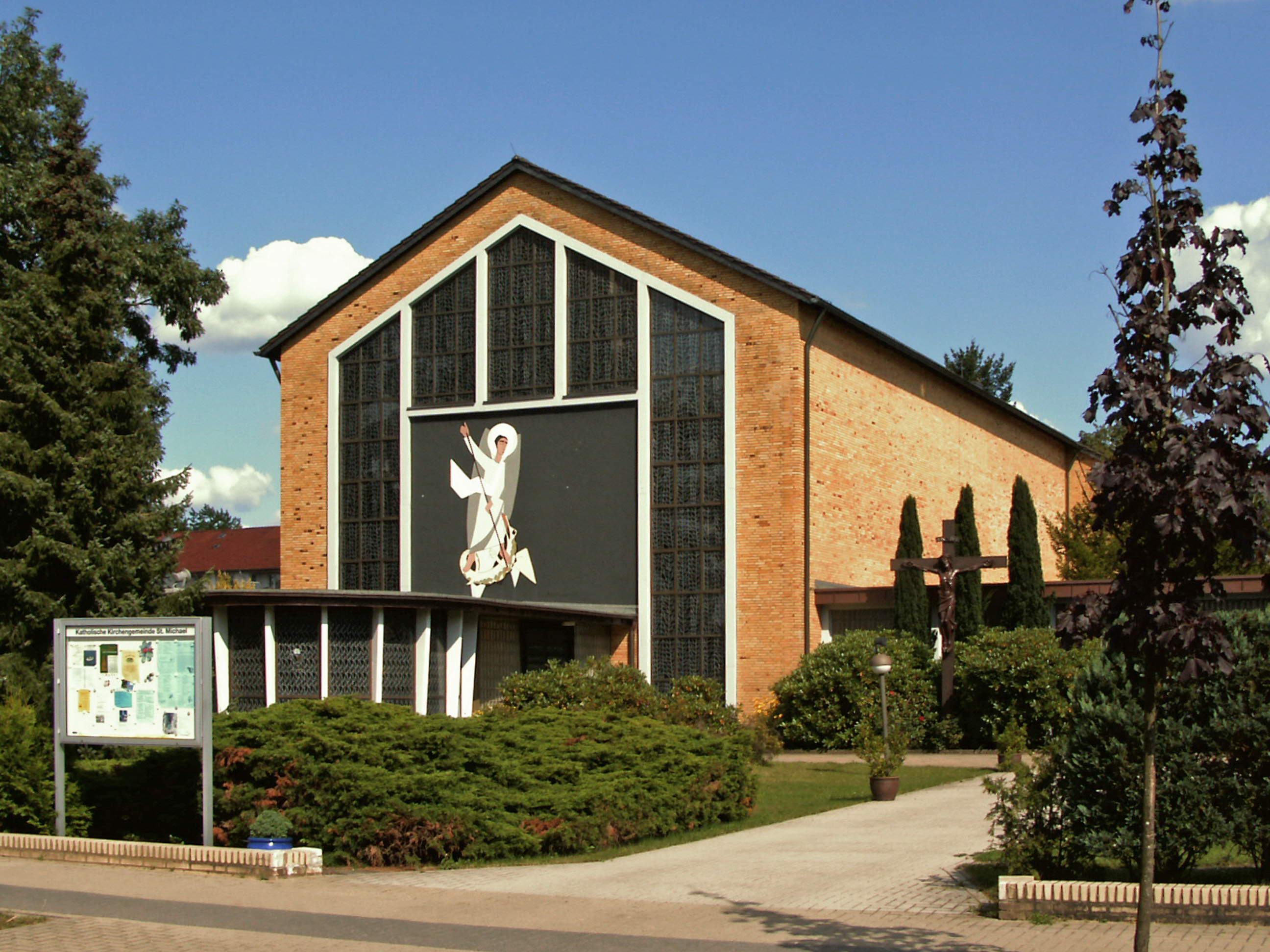
R.K. St. Michaëlkerk, Munster (1960)
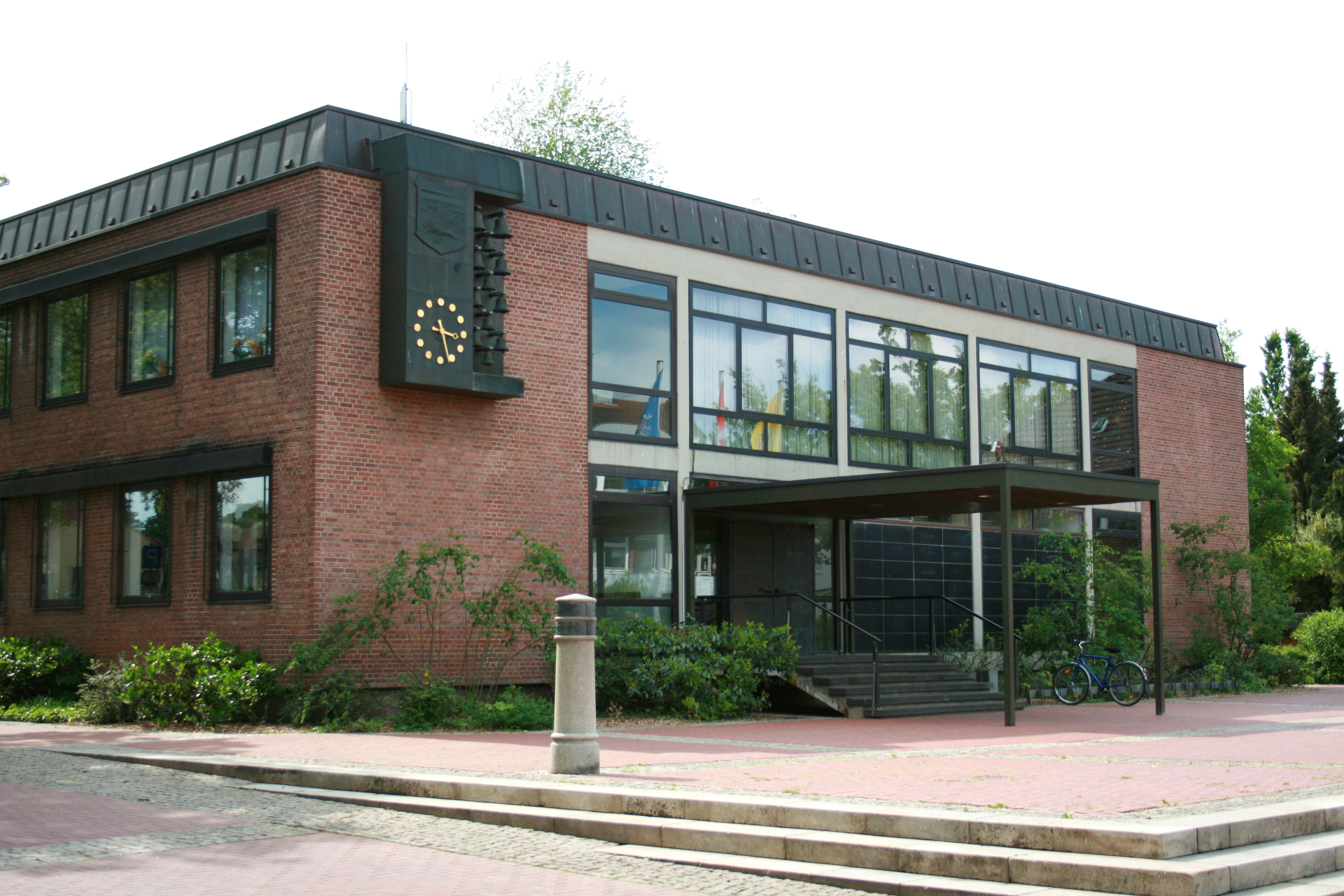
Gemeentehuis
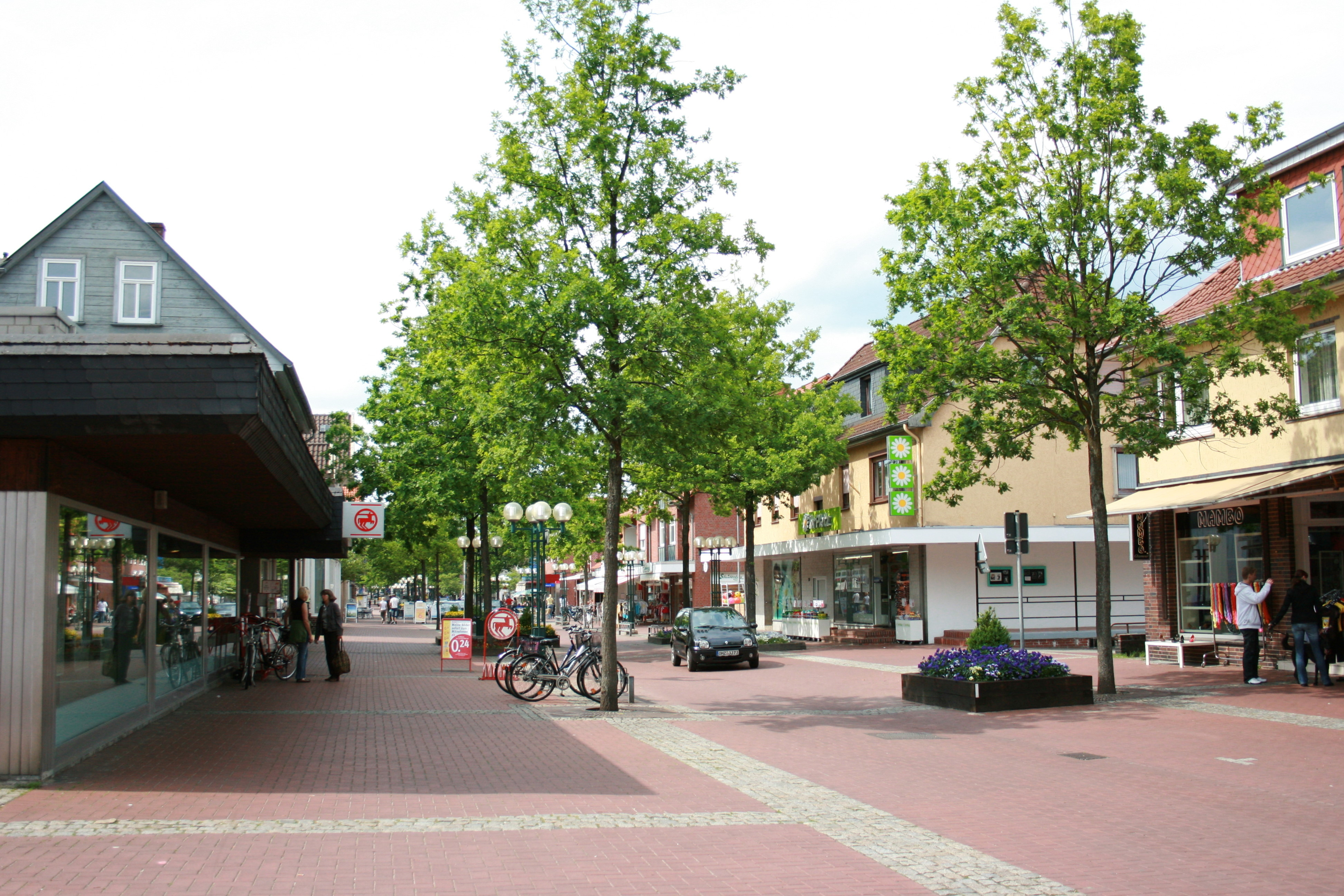
Winkelstraat in het centrum
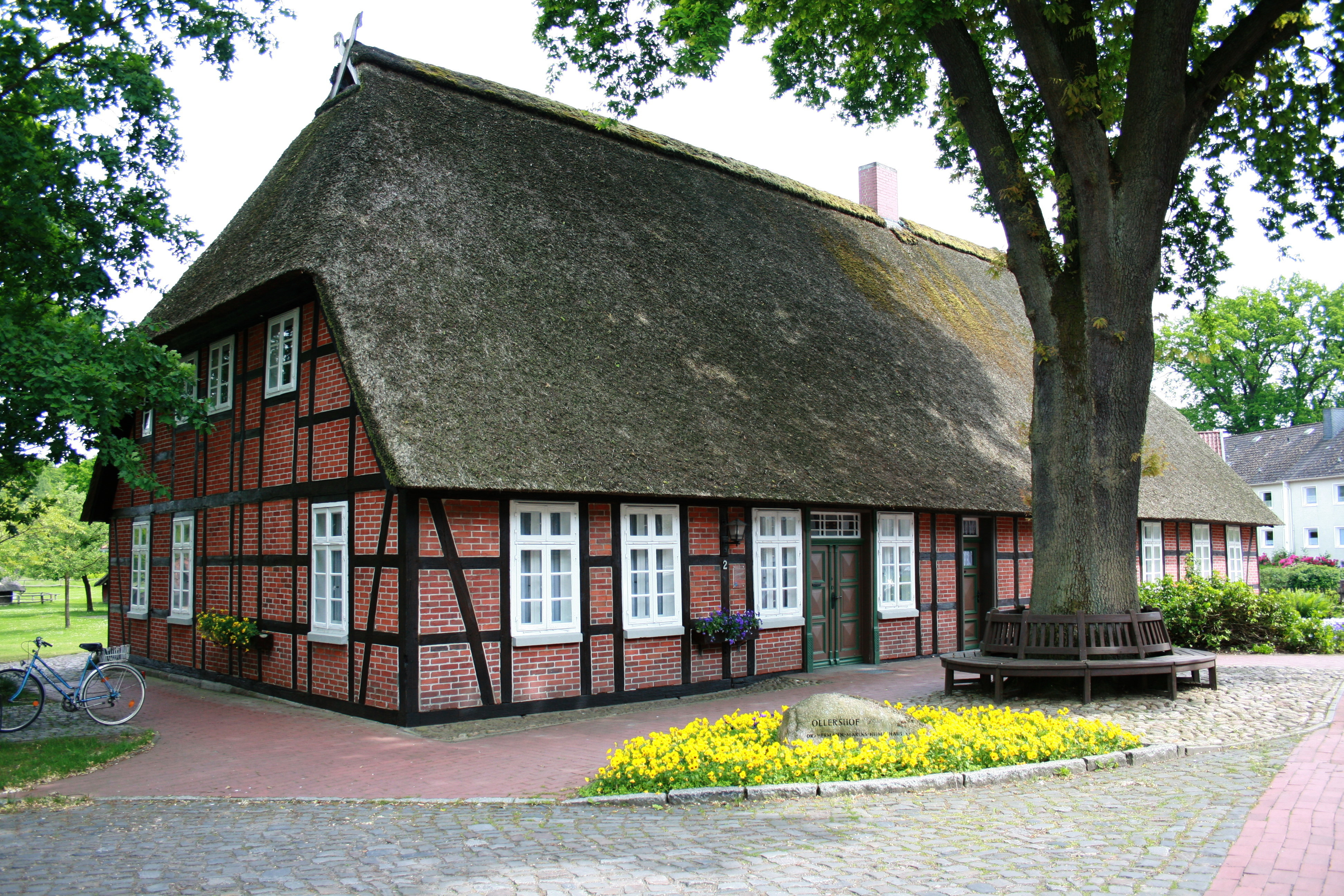
Karakteristieke vakwerkboerderij Ollershof
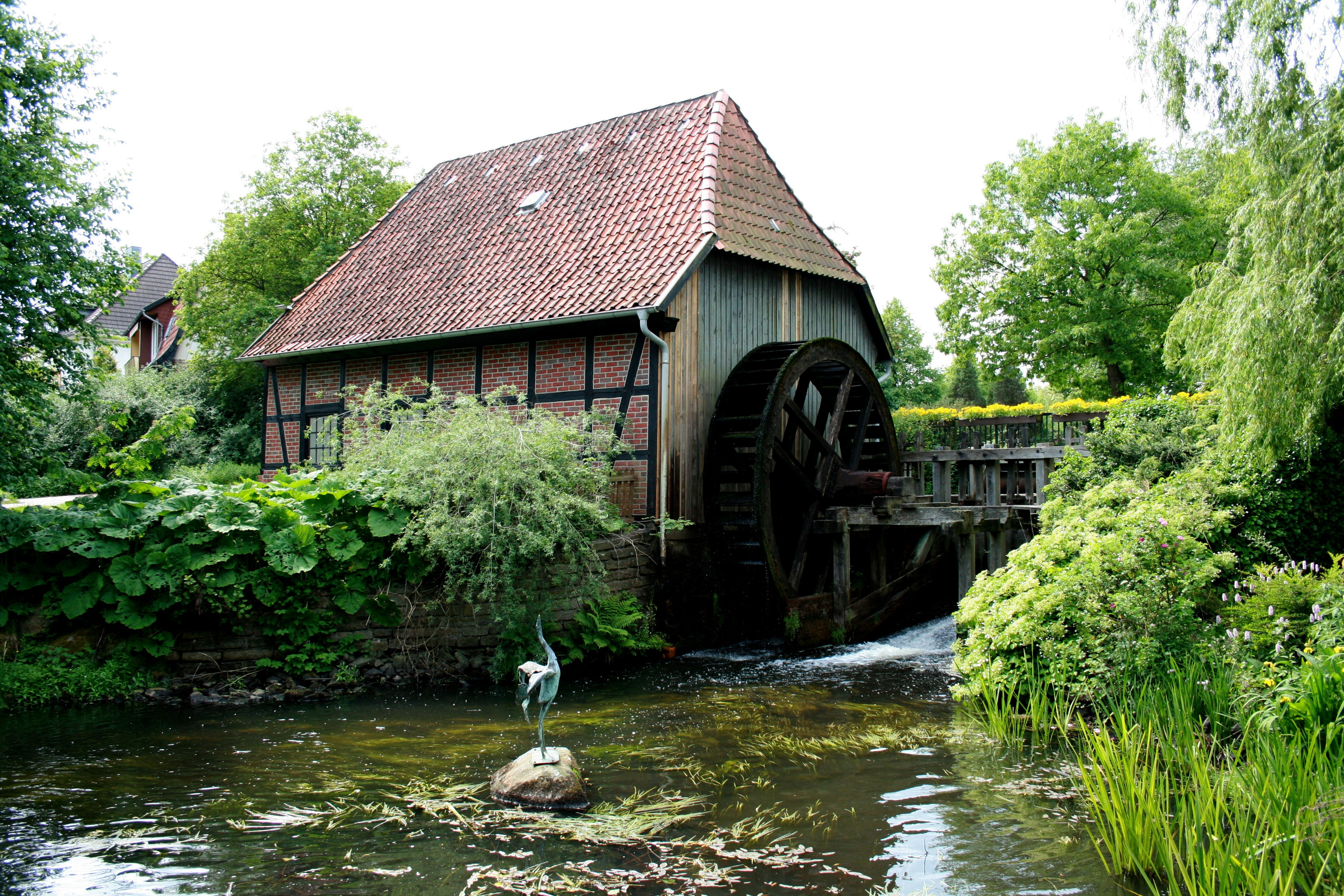
Watermolen bij Munster
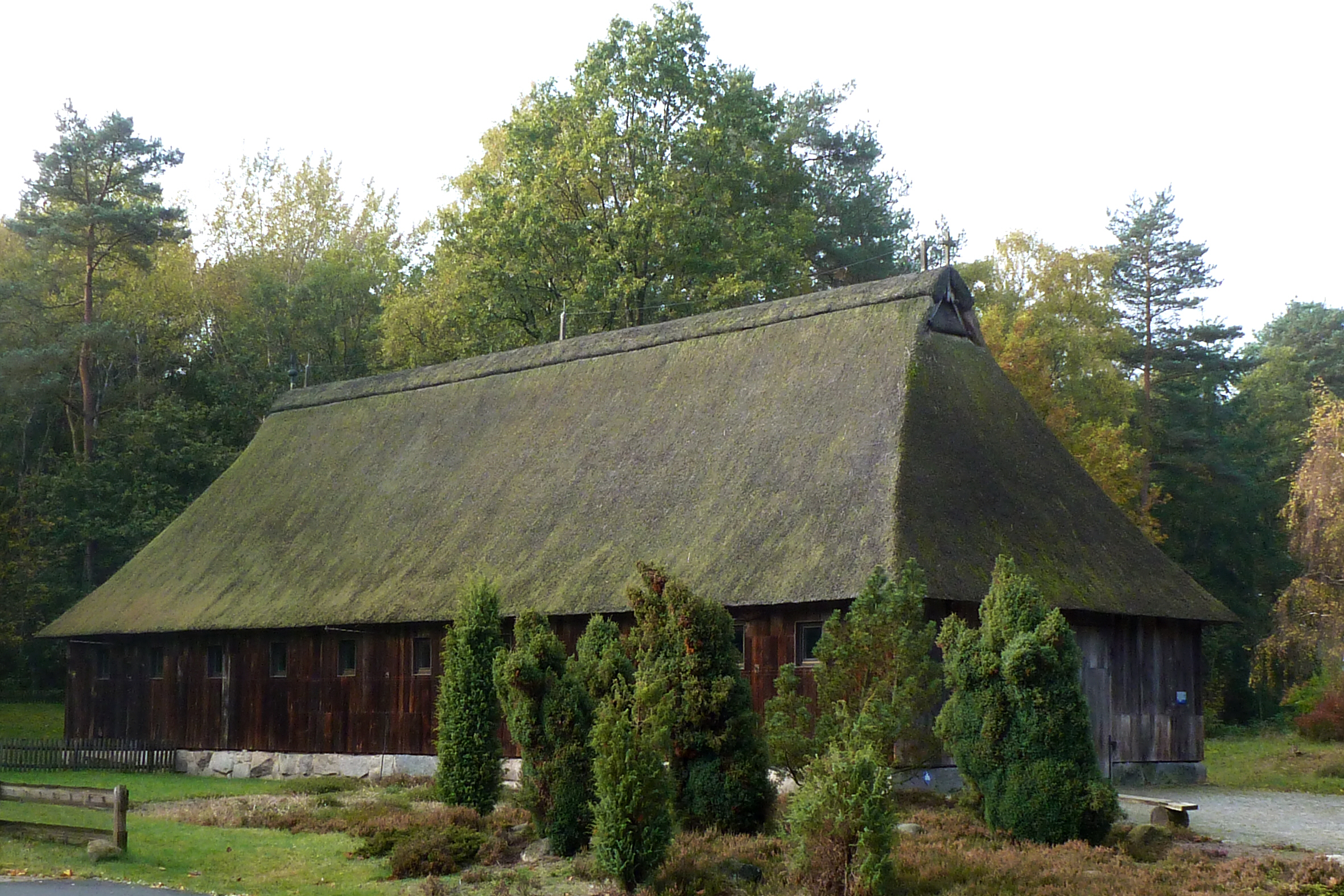
St. Martin-Schafstall-Kirche
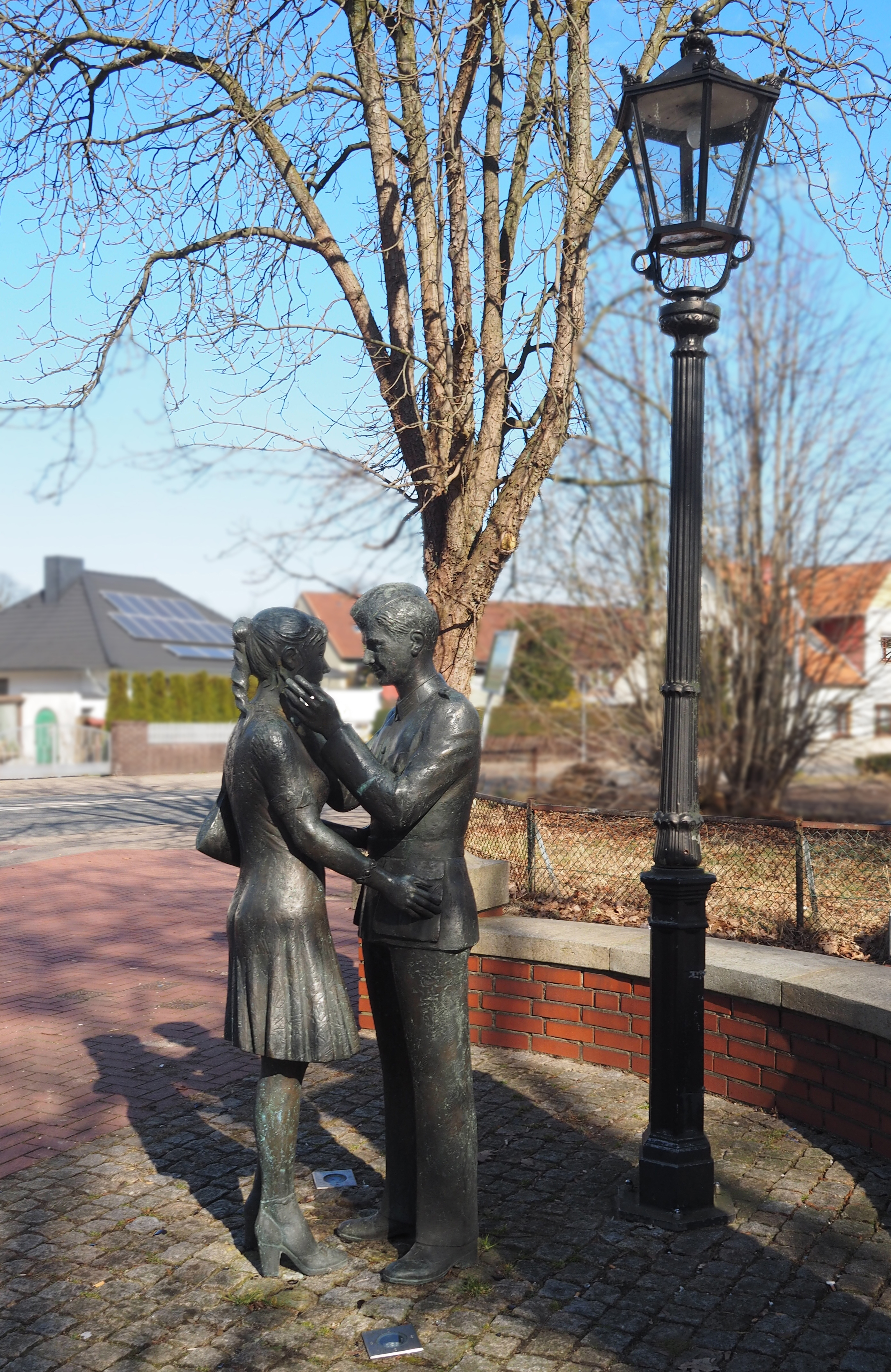
Beeldengroep Lili Marleen vor der Laterne[3] bij een voormalige kazernepoort

## Partnergemeenten
- Radcliff, Kentucky, USA, sinds 1984
- Mitsjoerinsk, Rusland, sedert 1991
- Éragny-sur-Oise, Frankrijk, sinds 1999
- Muggiò, Italië, sedert 2018